# Notoclinops segmentatus
Notoclinops segmentatus är en fiskart som först beskrevs av Mcculloch och Phillipps 1923.  Notoclinops segmentatus ingår i släktet Notoclinops och familjen Tripterygiidae. Inga underarter finns listade i Catalogue of Life.